# Taufbecken (Ziertheim)

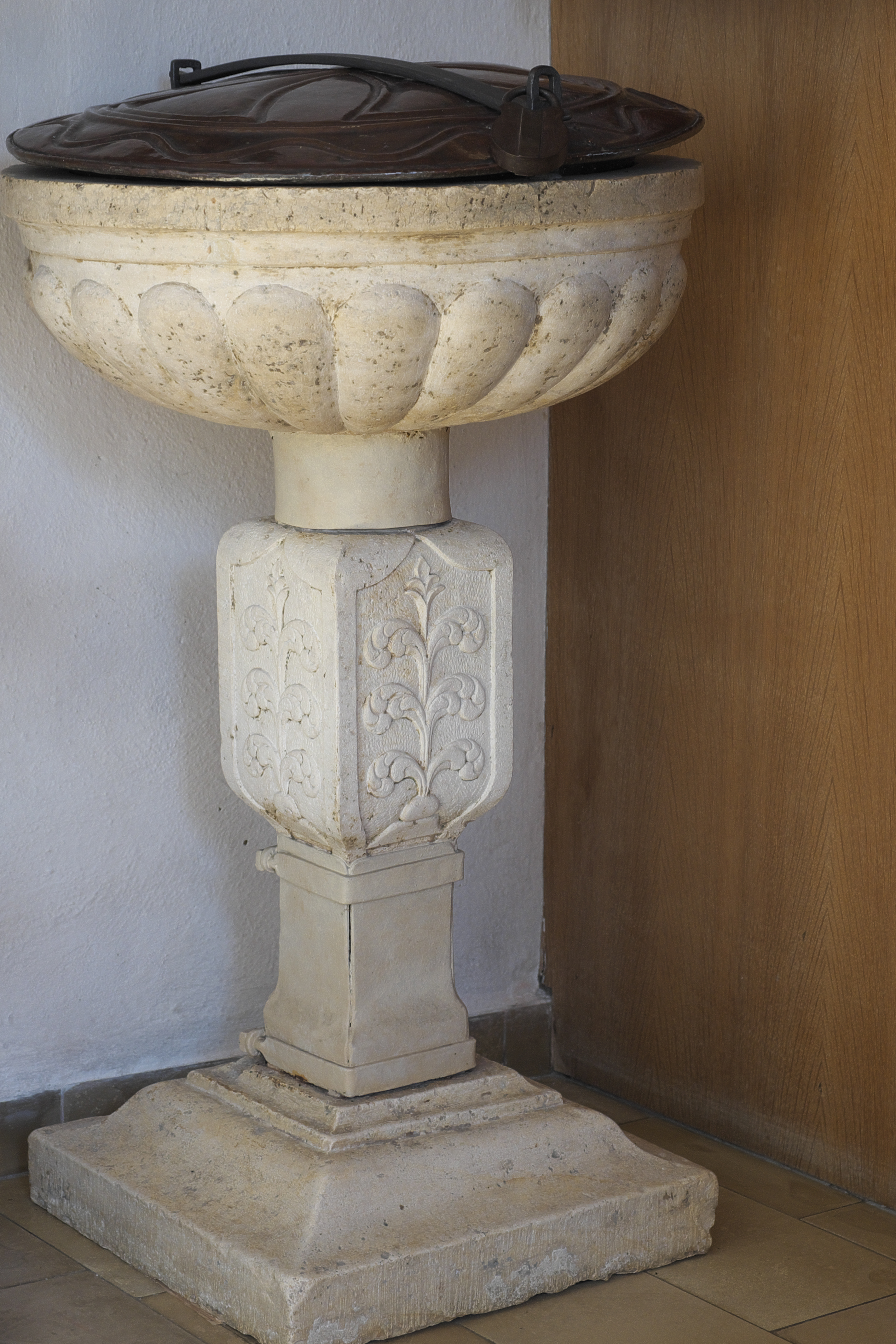
Taufbecken in Ziertheim

Das Taufbecken in der katholischen Pfarrkirche St. Veronika in Ziertheim, einer Gemeinde im Landkreis Dillingen an der Donau im bayerischen Regierungsbezirk Schwaben, wurde Mitte des 17. Jahrhunderts geschaffen. Das Taufbecken ist als Teil der Kirchenausstattung ein geschütztes Baudenkmal.
Das Taufbecken aus Kalkstein, mit der typischen Godronierung im Stil des Barocks, besteht aus einer Muschelschale auf quadratischem Balusterfuß mit stilisiertem Blumenornament.
Der Deckel stammt aus späterer Zeit.